# Nikon D300
Nikon D300 — цифровой зеркальный фотоаппарат, анонсированный компанией Nikon 23 августа 2007 года. D300 относится к фотоаппаратам средней ценовой категории и позиционируется производителем как «профессиональная зеркальная фотокамера нового класса», рассчитанную на «профессионалов с ограниченным бюджетом».
Был заменён модернизированной моделью Nikon D300s. Компания «Никон» официально объявила о прекращении производства модели D300 в сентябре 2009 года.

## Описание
Nikon D300 представляет собой цифровую однообъективную зеркальную камеру (DSLR) с 23,6 × 15,8 мм со светочувствительной КМОП-матрицей (CMOS) Sony IMX-021-BQR с ультразвуковой системой удаления пыли, формата Nikon DX с эффективным разрешением 12.3 мегапикселей (максимальное разрешение снимка — 4288 x 2848). Поддерживается сохранение снимков в форматах JPEG, TIFF и NEF (Raw).
Nikon D300 имеет скорость съёмки до 8 кадров/сек при использовании батарейной ручки. Без неё максимальная скорость — 6 кадров/сек. Используется фазовый автофокус по 51 точке фокусировки, либо автофокус по контрасту в любой точке.
D300 поддерживает возможность просмотра изображения на VGA TFT-экране в режиме реального времени. Фотоаппарат имеет влаго- и пылезащитный корпус из магниевого сплава. Кнопки, дверцы, разъёмы фотоаппарата обрезинены и имеют гермоуплотнители.
На камере предусмотрен разъём HDMI для подключения к HD-видеоаппаратуре.

## Аксессуары и совместимость
Кроме стандартного батарейного блока MB-D10 с продублироваными главными органами управления, D300 предусматривает возможность подключения беспроводного передатчика Nikon WT-4 и GPS-модуля NMEA 0183.